# Andrzej Gindzieński
Andrzej Antoni Gindzieński – polski naukowiec, lekarz, biochemik, profesor nauk medycznych.

## Życiorys
Ukończył kierunek lekarski. W 1971 pod kierunkiem dra hab. Kazimierza Jaroszewicza z Zakładu Chemii Ogólnej Akademii Medycznej w Białymstoku obronił pracę doktorską "Oczyszczanie i własności kinazy N-acetyloglukozoaminy z błony śluzowej żołądka ludzkiego" uzyskując stopień naukowy doktora nauk medycznych. W  1984 na podstawie osiągnięć naukowych i złożonej rozprawy "Skład, właściwości i struktura ludzkiego śluzu żołądkowego" otrzymał stopień naukowy doktora habilitowanego nauk medycznych. W 1992 został kierownikiem Zakładu Chemii Medycznej AMB. W 1998 uzyskał tytuł naukowy profesora. 30 września 2008 przeszedł na emeryturę.
W latach 2008–2013 pracował na Państwowej Wyższej Szkole Informatyki i Przedsiębiorczości w Łomży.